# (12708) Van Straten
(12708) Van Straten (1990 UB4) – planetoida z pasa głównego asteroid okrążająca Słońce w ciągu 4,52 lat w średniej odległości 2,73 j.a. Odkryta 16 października 1990 roku.